# Klippenbarsch
Der Klippenbarsch (Ctenolabrus rupestris) ist eine Art der Lippfische, die im Nordostatlantik, der Nord- und Ostsee sowie dem Mittelmeer und dem Schwarzen Meer anzutreffen ist. In Lachsfarmen wird der Fisch als Putzerfisch eingesetzt.

## Merkmale
Der Klippenbarsch hat einen seitlich abgeflachten, länglichen und schlanken Körper und erreicht eine Körperlänge bis maximal 18 Zentimetern. Der spitze Kopf besitzt ein endständiges Maul. Der Hinterrand der Vorkiemendeckel ist mit kleinen, spitzen Dornen besetzt. Rücken und Flanken sind braun bis rötlich gefärbt und durch dunkle Punktreihen gezeichnet, die Färbung der Bauchseite ist hell. Am Vorderende der Rückenflosse und dem oberen Schwanzansatz besitzen die Fische jeweils einen dunklen Fleck.
Die ungeteilte Rückenflosse besitzt 16 bis 17 harte Flossenstrahlen und danach 8 bis 10 weiche, die Afterflosse 3 harte und 7 bis 8 weiche Flossenstrahlen. Die Bauchflossen sind brustständig, die Brustflosse besitzt 15 Strahlen. Insgesamt liegen 35 bis 39 Schuppen entlang der Seitenlinie.

## Verbreitung
Der Klippenbarsch ist vom nordöstlichen Atlantik von Norwegen, Großbritannien sowie der der Nord- und Ostsee bis nach Nordafrika sowie im Mittelmeer und dem Schwarzen Meer anzutreffen.

## Lebensweise
Die Fische leben im Bereich küstennaher algenbewachsener Felsen wie dem Helgoländer Felswatt oder Tang- und Seegraswiesen in Tiefen von bis zu 20 Metern, ältere Tiere auch bis 50 Meter. Sie ernähren sich vor allem von Moostierchen, Krebstieren und Weichtieren.
Die Fortpflanzungszeit der Fische reicht vom Juli bis zum August im nördlichsten Teil des Verbreitungsgebietes, von April bis August in der Nordsee und von Januar bis Juli im Mittelmeer. Zu dieser Zeit werden die Männchen revierbildend, die etwa 1 Millimeter großen Eier werden ins Freiwasser abgegeben und entwickeln sich ebenso wie die schlüpfenden Fischlarven im Pelagial. Die Geschlechtsreife erreichen die Fische nach etwa 2 Jahren mit einer Länge von etwa 8 Zentimetern, das Höchstalter liegt bei etwa 8 Jahren.

## Belege
1. 1 2 3  Klippenbarsch auf Fishbase.org (englisch)
2. 1 2 3 4  Andreas Vilcinskas: Fische - Mitteleuropäische Süßwasserarten und Meeresfische der Nord- und Ostsee. BLV Verlagsgesellschaft, München 2000; S. 138; ISBN 3-405-15848-6.